# Rắn hổ mang phun nọc Java
Rắn hổ mang phun nọc Java, còn được gọi là rắn hổ mang Indonesia, (danh pháp hai phần: Naja sputatrix), là một loài rắn trong họ Rắn hổ. Loài này được Boie mô tả khoa học đầu tiên năm 1827. Đây là loài hổ mang phun rất độc bản địa Indonesia.

## Hình ảnh

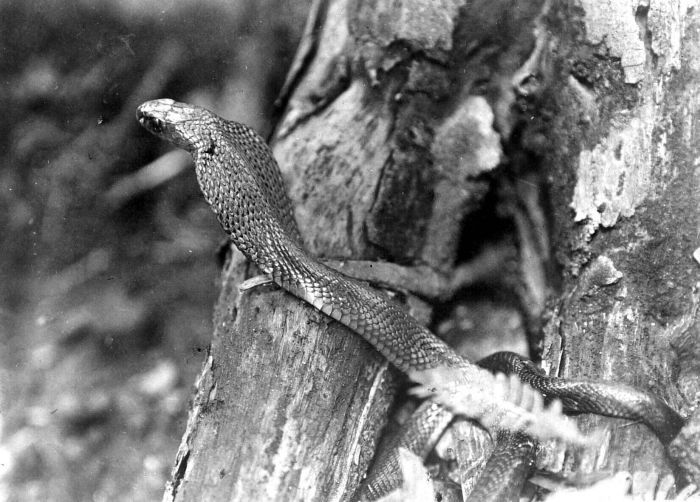
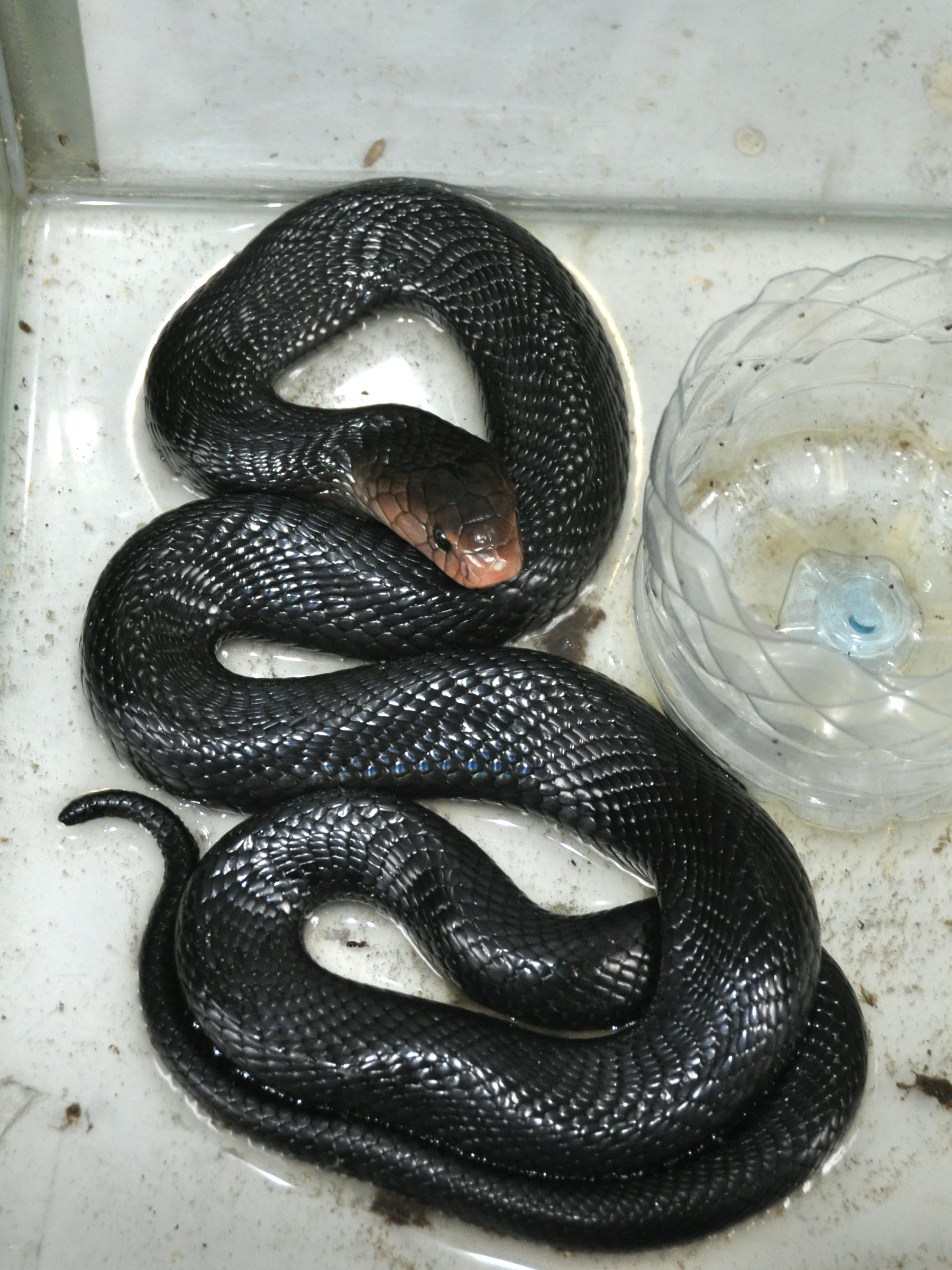
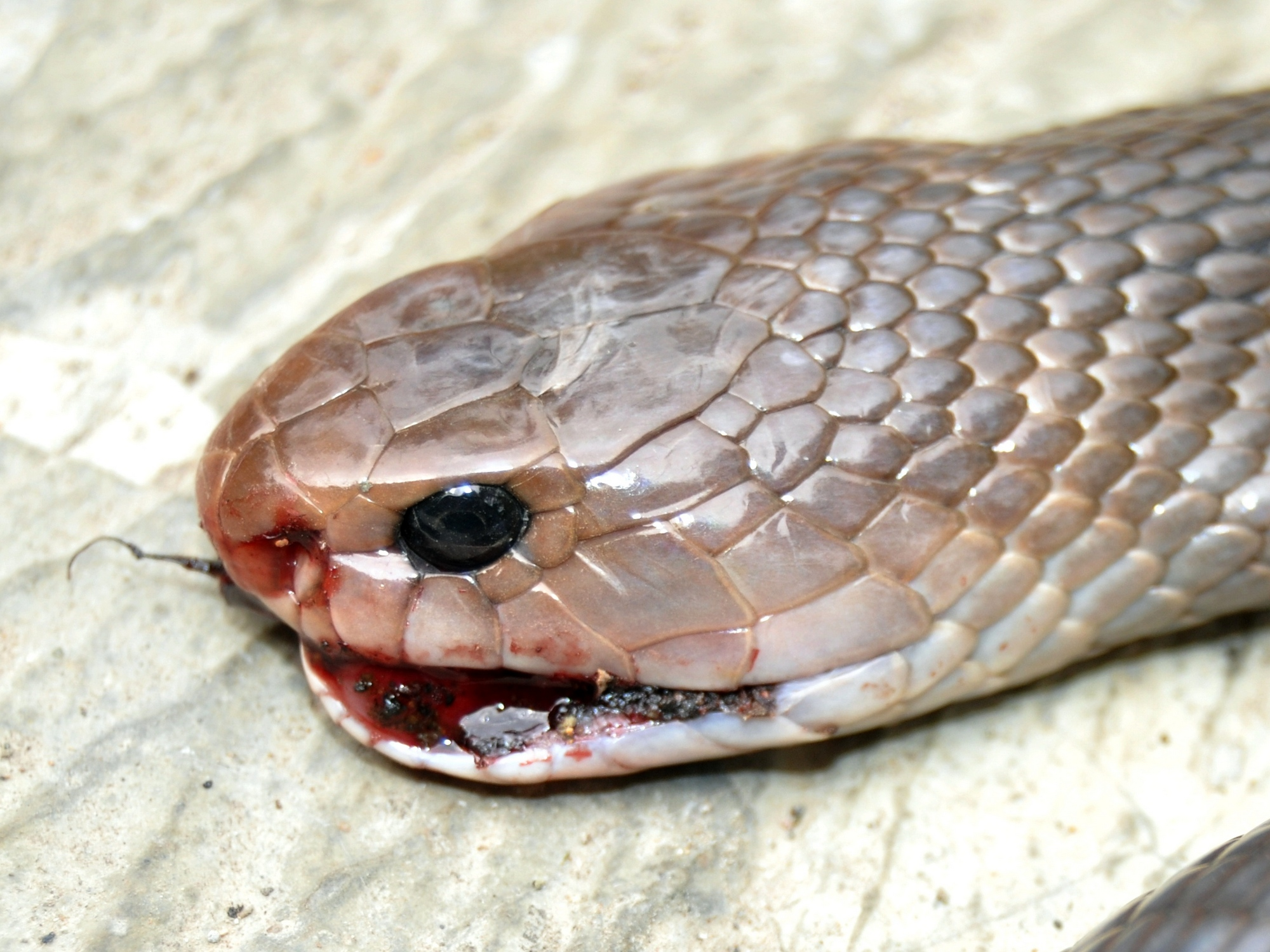